# France-Antilles
France-Antilles est un quotidien régional français lancé en 1964. Il est diffusé en deux versions distinctes en Martinique et en Guadeloupe. Imprimé sur papier jusqu'au 1er février 2020, le journal reparaît sous forme numérique à partir du 1er avril 2020, puis en version papier depuis le 17 juillet 2020.
Le quotidien appartient depuis mars 2020 à la société NJJ, holding personnelle de Xavier Niel. 

## Histoire

### Fondation du journal
C’est à l’occasion d’une visite officielle à la Martinique du président de la République Charles de Gaulle que parait le premier numéro de France-Antilles le 24 mars 1964,, afin de relater sur quatre pages les temps forts de la visite du général, ses discours, ainsi que le grandes œuvres de développement réalisées par la France dans l'île. Ce journal, qui n'est encore qu'un mensuel, devient quotidien en septembre 1964, puis est également diffusé en Guadeloupe en 1965. L’État finance le lancement de France-Antilles, en installant une imprimerie à Fort-de-France et en créant le titre.

### Rachat par Robert Hersant
France-Antilles est racheté par Robert Hersant en 1973 dans le cadre d’une transaction dont le montant n'est pas connu. La stratégie est autant politique que géopolitique : non seulement les journaux sont largement responsables de l’écrasant succès électoral du président de Gaulle aux élections présidentielles de décembre 1965 (55 % des voix en métropole, mais 86 % à la Martinique et 90 % à la Guadeloupe) — comme de ceux des candidats de la droite qui suivront —, mais ils mettent aussi en valeur la présence française dans les îles, ce à quoi tient particulièrement le gouvernement dirigé par Michel Debré, très préoccupé par l’Outre-mer. Les titres recentrent peu à peu leur orientation politique et ouvrent leur ligne éditoriale à des centres d’intérêt plus régionaux. Leurs rédacteurs en chef se trouvent responsables d'une « géopolitique éditoriale » qui fait de ces journaux locaux, en dépit de leurs limites et des tensions sociales et raciales dans les sociétés ultramarines, des acteurs de la vie internationale et des témoins d’un modèle de cohabitation inter-culturelle où s’illustrent des rapports nord-sud qui échappent à la rigueur de la mondialisation[réf. souhaitée].
Les différents quotidiens ultramarins sont regroupés, à partir de 1981, sous la tutelle du Groupe Hersant, puis à partir de 1986 du Groupe Hersant Média.

### Crise de la presse des années 2000
Le groupe France-Antilles n'échappe pas au contexte général de la crise de la presse quotidienne française à partir des années 2000. Le quotidien France-Antilles Martinique est placé en redressement judiciaire en septembre 2014, tandis que France-Antilles Guadeloupe subit le même sort le 30 avril 2015. Le groupe France-Antilles qui les détient tous les deux, réunit sept quotidiens aux Antilles (France-Antilles Guadeloupe, France-Antilles Martinique et France-Guyane), à La Réunion (Le Journal de l’île de la Réunion), en Polynésie française (La Dépêche de Tahiti et Les Nouvelles de Tahiti) et en Nouvelle-Calédonie (Les Nouvelles calédoniennes), le plus souvent en situation de monopole. Ce groupe fait alors partie du Groupe Hersant Média.
En 2014, la famille Hersant cède France-Antilles à la société nouvelle Antilles Guyane Médias, qui est placée en cessation de paiement à son tour en 2017,.

### Reprise par la société AJR
En juin 2017, un autre groupe, AJR Participations, détenu par une nièce de Philippe Hersant et une petite-fille de Robert Hersant, Aude Jacques-Ruettard, fait une offre de reprise au tribunal de commerce. C'est cette offre qui est retenue,.

### Liquidation judiciaire
Malgré cette reprise, le groupe France-Antilles se dirige vers la faillite après des années de grandes difficultés financières : le 30 janvier 2020, le tribunal de commerce de Fort-de-France prononce la liquidation judiciaire du groupe France-Antilles sans poursuite d'activité,. À cette date, le quotidien compte 235 salariés. Cette liquidation judiciaire provoque ainsi la disparition immédiate des trois journaux publiés en Guyane, en Martinique et en Guadeloupe. Les 235 salariés du groupe sont par conséquent réduits immédiatement au chômage. Les lourdes pertes financières des derniers mois ont porté le coup de grâce. Le 1er février, une édition spéciale est publiée pour la dernière parution officielle du titre.
Cependant, le 18 février le tribunal de commerce, saisi exceptionnellement par le procureur de la République de la Martinique, autorise la reprise de l'activité administrative du groupe (sans parution) pour permettre d'étudier l'offre que doit formuler avant le 2 mars Xavier Niel, fondateur de Free et propriétaire ou actionnaire de différents titres de presse au sein du groupe Iliad. Une décision de justice doit être prise lors d'une audience fixée au 10 mars 2020,. L'intérêt de Xavier Niel pour France-Antilles surprend mais répond aussi à de nombreux échos issus des réseaux sociaux s'émouvant de la disparition du seul quotidien de ces territoires. De plus, les responsables de France-Antilles soulignent le danger que représenterait l'absence de presse dans les régions ultramarines où les tendances extrémismes et indépendantistes peuvent répandre de nombreuses rumeurs.
Le projet de reprise, dévoilé par Les Échos, indique que Xavier Niel, via sa société personnelle NJJ Holding, investirait 8 à 10 millions d'euros dans le groupe pour une parution quotidienne du journal dans les trois territoires — mais seulement en numérique en Guyane — avec le maintien de 114 à 135 postes de salariés — dont au moins 60 en Guadeloupe, 48 en Martinique et six en Guyane ; l'imprimerie étant relocalisée en Guadeloupe —, engagement soutenu par l'État dans le cadre de la procédure du Comité interministériel de restructuration industrielle (Ciri) à hauteur de 3,5 millions d'euros,,.
Le premier projet présenté par NJJ Holding est jugé insuffisant sur le plan social par le tribunal mixte de commerce de Fort-de-France. Le groupe de Xavier Niel propose alors d'augmenter son offre en conservant désormais 126 employés, dont 68 salariés du pôle Guadeloupe sur 96 ; 34 salariés du pôle Martinique sur 83, et six salariés de France-Guyane sur 23 ainsi que seize des 31 salariés de Guyane Management services pour la partie administrative et web,,. Le 10 mars, le tribunal se dit favorable à cette offre de reprise selon l’administrateur présent à l'audience,.

### Reprise par NJJ Presse
L’offre de reprise par la société NJJ Holding, holding personnelle de Xavier Niel est finalement validée le 17 mars 2020.
Le 1er avril 2020, les activités de France-Antilles reprennent mais uniquement sur le numérique. Lors de la reprise des contenus sur le web, les salariés présents rendent hommage publiquement à tous ceux qui n'ont pas pu conserver leur emploi, l'offre de rachat de NJJ Holding étant liée à un plan social qui a supprimé les postes de dizaines de collaborateurs,.
La version papier est de nouveau distribuée à partir du 17 juin 2020.
À partir d'octobre 2022, l'édition martiniquaise de France Antilles est de nouveau imprimée en Martinique, après deux ans de re-localisation en Guadeloupe. L'économie annuelle est de 1,3 million d'euros avec cette opération.
En janvier 2023, un nouveau plan social est à l'étude. En février 2023, l'inspection du travail valide ce plan de restructuration qui prévoit la suppression de 31 postes et la création de 12 nouveaux emplois pour répondre au projet de développement du numérique.

## Le quotidienFrance-Antilles

### Éditions locales
Le quotidien France-Antilles se décline en deux versions distinctes avec des informations locales spécifiques à chaque île, seules les informations générales étant communes.
- France-Antilles Martinique : version pour la Martinique :
  - éditeur : Presse Antilles-Guyane ;
  - capital : 25 000 € ;
  - siège social : Tour Lumina – 1 rue Loulou-Boislaville, 97200 Fort-de-France ;
  - rédacteur en chef : Patrick Jean-Pierre ;
  - tirage (en 2003) : 35 000 exemplaires en semaine et 70 000 le week-end.

- France-Antilles Guadeloupe : version pour la Guadeloupe :
  - éditeur : Presse Antilles-Guyane ;
  - capital : 25 000 € ;
  - siège social : Zac de Moudong-Sud, 97122 Baie-Mahault ;
  - rédactrice en chef : Nathalie Dinane ;
  - tirage (en 2003) : 25 000 exemplaires en semaine et 50 000 le week-end.

- France-Antilles France-Guyane : version pour la Guyane française :
  - éditeur : Presse Antilles-Guyane ;
  - capital : 25 000 € ;
  - siège social : 17/19, Angle des rues Lalouette et Francois-Arago, 97300 Cayenne ;
  - rédacteur en chef : Hermann Rose-Elie ;

Logo actuel.
Édition Guadeloupe.
Édition Martinique.
Édition Guyane.

### Contenu éditorial
France-Antilles étant un quotidien régional, l'actualité locale y est majoritairement présente dans ses pages, avec une place également réservée à l'actualité métropolitaine, internationale et sportive.

### Adhésion
France-Antilles était membre du Syndicat de la presse quotidienne départementale.